# Elise Burgin
Elise Burgin (Baltimore, 5 maart 1962) is een voormalig tennisspeelster uit de Verenigde Staten. Burgin speelde in 1980 voor het eerst op een grandslamtoernooi, op het gemengd dubbelspel van Roland Garros, samen met landgenoot Sammy Giammalva – zij bereikten de tweede ronde door het Franse koppel Gail Lovera en Jean Lovera te verslaan. Zij was actief in het proftennis tot en met 1993.

## Loopbaan

### Enkelspel
Burgin debuteerde in 1979 op het toernooi van Roanoke – zij stootte meteen door tot de finale. In 1986 veroverde Burgin haar enige enkelspeltitel op het toernooi van South Carolina, door de Deense Tine Scheuer-Larsen in de finale te verslaan. De laatste van haar vier verloren finales vond in 1989 plaats in Phoenix, waar zij in de eindstrijd eerst een set wist te winnen van Conchita Martínez, maar in de derde set toch door de Spaanse werd geklopt.
Haar beste resultaat op de grandslamtoernooien is het bereiken van de vierde ronde, op het US Open van 1982. Haar hoogste notering op de WTA-ranglijst is de 22e plaats, die zij bereikte in 1985.

### Dubbelspel
Burgin behaalde in het dubbelspel betere resultaten dan in het enkelspel. Zij debuteerde in 1979 op het toernooi van Roanoke, met landgenote Penny Johnson. Zij speelde in 1980 voor het eerst op een grandslamtoernooi, op het US Open, samen met landgenote Susan Mascarin. Zij stond in 1984 voor het eerst in een finale, op het graveltoernooi van Indianapolis, samen met landgenote JoAnne Russell – zij verloren van het koppel Beverly Mould en Paula Smith. In 1985 veroverde Burgin haar eerste dubbelspeltitel, op het Virginia Slims-toernooi van Indianapolis, met landgenote Kathleen Horvath, door het koppel Jennifer Mundel en Molly Van Nostrand te verslaan. In totaal won zij tien titels, de laatste in 1990 in Scottsdale, samen met de Canadese Helen Kelesi. Daarnaast stond zij nog eens 21 keer als verliezer in een finale, eveneens in 1990 voor het laatst.
Haar beste resultaat op de grandslamtoernooien is het bereiken van de halve finale, op drie van de vier grote platforms. Haar hoogste notering op de WTA-ranglijst is de achtste plaats, die zij bereikte in april 1987.

### Tennis in teamverband
In 1985 en 1987 maakte Burgin deel uit van het Amerikaanse Fed Cup-team – zij behaalde daar een winst/verlies-balans van 4–1. In 1985 speelden zij in de Wereldgroep, waar zij door winst op Australië in de halve finale naar de finale gingen – in de, in Japan gespeelde, eindstrijd verloren zij van Tsjecho-Slowakije.
In 1986 nam Burgin eenmalig deel aan het Amerikaanse Wightman Cup-team. Zij vervulde tevens de rol van captain van het team. In deze uitwedstrijd versloegen zij de Britten met 7–0.

## Palmares
| Legenda                |
| ---------------------- |
| Grandslamtoernooi      |
| Olympische Spelen      |
| Year-End Championships |
| Tier I                 |
| Tier II                |
| Tier III               |
| Tier IV & V            |

### WTA-finaleplaatsen enkelspel
| nr.              | finale     | toernooi         | ondergrond | tegenstandster      | score         |
| ---------------- | ---------- | ---------------- | ---------- | ------------------- | ------------- |
| gewonnen finales |            |                  |            |                     |               |
| 1.               | 1986-04-26 | WTA Charleston   | gravel     | Tine Scheuer-Larsen | 6-1, 6-3      |
| verloren finales |            |                  |            |                     |               |
| 1.               | 1979-03-02 | WTA Roanoke      | tapijt (i) | Kathy Mueller       | 6-3, 4-6, 2-6 |
| 2.               | 1985-03-10 | WTA Indianapolis | tapijt (i) | Kathleen Horvath    | 2-6, 4-6      |
| 3.               | 1985-05-05 | WTA Houston      | gravel     | Martina Navrátilová | 4-6, 1-6      |
| 4.               | 1989-09-17 | WTA Phoenix      | hardcourt  | Conchita Martínez   | 6-3, 4-6, 2-6 |

### WTA-finaleplaatsen vrouwendubbelspel
| nr.              | finale     | toernooi            | ondergrond    | partner                   | tegenstandsters                      | score         |         |
| ---------------- | ---------- | ------------------- | ------------- | ------------------------- | ------------------------------------ | ------------- | ------- |
| gewonnen finales |            |                     |               |                           |                                      |               |         |
| 1.               | 1985-03-10 | WTA Indianapolis    | tapijt (i)    | Kathleen Horvath          | Jennifer Mundel Molly Van Nostrand   | 6-4, 6-1      |         |
| 2.               | 1985-05-05 | WTA Houston         | gravel        | Martina Navrátilová       | Manuela Maleeva Helena Suková        | 6-1, 3-6, 6-3 |         |
| 3.               | 1986-05-25 | WTA Lugano          | gravel        | Betsy Nagelsen            | Jenny Byrne Janine Thompson          | 6-2, 6-3      |         |
| 4.               | 1986-06-15 | WTA Birmingham      | gras          | Rosalyn Fairbank          | Elizabeth Smylie Wendy Turnbull      | 6-2, 6-4      |         |
| 5.               | 1986-09-21 | WTA Tampa           | hardcourt     | Rosalyn Fairbank          | Gigi Fernández Kim Sands             | 7-5, 6-2      |         |
| 6.               | 1987-03-29 | WTA Washington      | tapijt (i)    | Pam Shriver               | Zina Garrison Lori McNeil            | 6-1, 3-6, 6-4 |         |
| 7.               | 1987-11-08 | WTA Worcester       | tapijt (i)    | Rosalyn Fairbank          | Bettina Bunge Eva Pfaff              | 6-4, 6-4      |         |
| 8.               | 1988-09-18 | WTA Phoenix         | hardcourt     | Rosalyn Fairbank          | Beth Herr Terry Phelps               | 6-7, 7-6, 7-6 |         |
| 9.               | 1989-08-06 | WTA San Diego       | hardcourt     | Rosalyn Fairbank-Nideffer | Gretchen Magers Robin White          | 4-6, 6-3, 6-3 |         |
| 10.              | 1990-10-21 | WTA Scottsdale      | hardcourt     | Helen Kelesi              | Sandy Collins Ronni Reis             | 6-4, 6-2      |         |
| verloren finales |            |                     |               |                           |                                      |               |         |
| 1.               | 1984-08-12 | WTA Indianapolis    | gravel        | JoAnne Russell            | Beverly Mould Paula Smith            | 2-6, 5-7      |         |
| 2.               | 1985-04-07 | WTA Seabrook Island | gravel        | Lori McNeil               | Svetlana Tsjerneva Larisa Savtsjenko | 1-6, 3-6      |         |
| 3.               | 1985-04-28 | WTA Orlando         | gravel        | Kathleen Horvath          | Martina Navrátilová Pam Shriver      | 3-6, 1-6      |         |
| 4.               | 1985-06-16 | WTA Birmingham      | gras          | Alycia Moulton            | Terry Holladay Sharon Walsh-Pete     | 4-6, 7-5, 3-6 |         |
| 5.               | 1985-09-22 | WTA Chicago         | tapijt (i)    | JoAnne Russell            | Kathy Jordan Elizabeth Smylie        | 2-6, 2-6      |         |
| 6.               | 1986-04-06 | WTA Marco Island    | gravel        | Kathy Jordan              | Martina Navrátilová Andrea Temesvári | 5-7, 2-6      |         |
| 7.               | 1986-05-11 | WTA Houston         | gravel        | JoAnne Russell            | Chris Evert Wendy Turnbull           | 2-6, 4-6      |         |
| 8.               | 1986-08-03 | WTA San Diego       | hardcourt     | Rosalyn Fairbank          | Beth Herr Alycia Moulton             | 7-5, 2-6, 4-6 |         |
| 9.               | 1987-02-05 | WTA Tokio           | tapijt (i)    | Pam Shriver               | Claudia Kohde-Kilsch Helena Suková   | 1-6, 6-7      | details |
| 10.              | 1987-03-22 | WTA Dallas          | tapijt (i)    | Robin White               | Mary-Lou Piatek Anne White           | 5-7, 3-6      |         |
| 11.              | 1987-05-03 | WTA Tampa           | gravel        | Rosalyn Fairbank          | Chris Evert Wendy Turnbull           | 4-6, 3-6      |         |
| 12.              | 1987-08-09 | WTA San Diego       | hardcourt     | Sharon Walsh-Pete         | Jana Novotná Catherine Suire         | 3-6, 4-6      |         |
| 13.              | 1988-10-23 | WTA Nashville       | hardcourt (i) | Rosalyn Fairbank          | Jenny Byrne Janine Thompson          | 5-7, 7-6, 4-6 |         |
| 14.              | 1989-03-05 | WTA Oklahoma        | hardcourt (i) | Elizabeth Smylie          | Lori McNeil Betsy Nagelsen           | forfait       |         |
| 15.              | 1989-04-23 | WTA Tampa           | gravel        | Rosalyn Fairbank          | Brenda Schultz Andrea Temesvári      | 6-7, 4-6      |         |
| 16.              | 1989-09-17 | WTA Phoenix         | hardcourt     | Rosalyn Fairbank-Nideffer | Penny Barg Mareen Harper             | 6-7, 6-7      |         |
| 17.              | 1989-09-24 | WTA Dallas          | tapijt (i)    | Rosalyn Fairbank-Nideffer | Mary Joe Fernandez Betsy Nagelsen    | 6-7, 3-6      |         |
| 18.              | 1989-11-05 | WTA Worcester       | tapijt (i)    | Rosalyn Fairbank-Nideffer | Martina Navrátilová Pam Shriver      | 4-6, 6-4, 4-6 |         |
| 19.              | 1990-03-11 | WTA Boca Raton      | hardcourt     | Wendy Turnbull            | Jana Novotná Helena Suková           | 4-6, 2-6      |         |
| 20.              | 1990-05-27 | WTA Genève          | gravel        | Betsy Nagelsen            | Louise Field Dianne Van Rensburg     | 7-5, 6-7, 5-7 |         |
| 21.              | 1990-08-12 | WTA San Diego       | hardcourt     | Rosalyn Fairbank-Nideffer | Patty Fendick Zina Garrison          | 4-6, 6-7      |         |

## Resultaten grandslamtoernooien
| Legenda | Legenda                          |
| ------- | -------------------------------- |
| g.t.    | geen toernooi gehouden           |
| l.c.    | lagere categorie                 |
| –       | niet deelgenomen                 |
| G       | uitgeschakeld in de groepsfase   |
| 1R      | uitgeschakeld in de eerste ronde |
| 2R      | uitgeschakeld in de tweede ronde |
| 3R      | uitgeschakeld in de derde ronde  |
| 4R      | uitgeschakeld in de vierde ronde |
| KF      | uitgeschakeld in de kwartfinale  |
| HF      | uitgeschakeld in de halve finale |
| F       | de finale verloren               |
| W       | het toernooi gewonnen            |
| w-v     | winst/verlies-balans             |

### Enkelspel
| Toernooi        | 1981 | 1982 | 1983 | 1984 | 1985 | 1986 | 1987 | 1988 | 1989 | 1990 | 1991 | w-v   |
| --------------- | ---- | ---- | ---- | ---- | ---- | ---- | ---- | ---- | ---- | ---- | ---- | ----- |
| Australian Open | –    | –    | –    | 1R   | 1R   | g.t. | 2R   | –    | 3R   | 2R   | 1R   | 4-6   |
| Roland Garros   | –    | –    | –    | –    | 2R   | 2R   | 1R   | 1R   | 2R   | 2R   | –    | 4-6   |
| Wimbledon       | –    | 1R   | 2R   | 2R   | 3R   | 3R   | 3R   | 1R   | 2R   | 1R   | –    | 9-9   |
| US Open         | 2R   | 4R   | 2R   | 2R   | 3R   | 3R   | 2R   | 2R   | 2R   | 1R   | 1R   | 14-12 |

### Vrouwendubbelspel
| Toernooi        | 1980 | 1981 | 1982 | 1983 | 1984 | 1985 | 1986 | 1987 | 1988 | 1989 | 1990 | 1991 | 1992 | 1993 | w-v   |
| --------------- | ---- | ---- | ---- | ---- | ---- | ---- | ---- | ---- | ---- | ---- | ---- | ---- | ---- | ---- | ----- |
| Australian Open | –    | –    | –    | –    | 1R   | 2R   | g.t. | 1R   | –    | KF   | 3R   | 3R   | –    | –    | 8-6   |
| Roland Garros   | –    | –    | –    | –    | –    | HF   | 2R   | 2R   | 3R   | 3R   | 2R   | KF   | 2R   | 1R   | 15-9  |
| Wimbledon       | –    | 1R   | KF   | 3R   | –    | 3R   | HF   | KF   | 1R   | 3R   | 3R   | 1R   | 3R   | 1R   | 20-11 |
| US Open         | 1R   | 1R   | 2R   | KF   | 3R   | 2R   | HF   | KF   | 3R   | 3R   | 3R   | 1R   | 3R   | –    | 22-11 |

### Gemengd dubbelspel
| Australian Open | –  | –  | –  | –  | g.t. | 1R | –  | HF | 1R | 1R | –  | 3-4 |
| Roland Garros   | 2R | –  | –  | 2R | 1R   | –  | 3R | –  | 1R | 2R | –  | 2-6 |
| Wimbledon       | –  | 1R | –  | 2R | 3R   | 1R | 1R | 3R | 2R | 1R | 1R | 5-9 |
| US Open         | –  | –  | KF | 1R | KF   | 2R | 1R | 2R | 2R | 1R | –  | 8-7 |